# Aigasjuntas
Aigasjuntas (nom francès Aigues-Juntes) és un municipi francès del departament de l'Arieja i la regió d'Occitània.